# 植田直通
植田 直通（うえだ なおみち、1994年10月24日 - ）は、熊本県宇土市出身のプロサッカー選手。Jリーグ・鹿島アントラーズ所属。ポジションはディフェンダー（センターバック）。日本代表。

## 経歴

### プロデビュー以前
小学生時代からテコンドーを始める。小学3年生の時には、小学生部門全国第3位になった他、中学時代には日本一、さらに、世界大会にも出場したという。小学3年生の頃に友達に誘われて緑川少年スポーツクラブでサッカーを始めると、徐々にサッカーに熱中するようになる。
宇土市立住吉中学校ではサッカー部に所属。中学卒業後は「どうせやるなら、全国やプロを目指せる環境で挑戦したかった」という思いで、地元の強豪校である熊本県立大津高等学校に入学。サッカー部に入部して間もなく監督の平岡和徳から「日本で極めてまれな素材」とその才能を見出され、1年生の頃からスタメンに抜擢される。3年次には主将に就任。同年は天皇杯 JFA 全日本サッカー選手権大会の熊本県予選であるNHK杯熊本県サッカー選手権大会を制し、第92回天皇杯全日本サッカー選手権大会に出場したが、当時JFLに所属するV・ファーレン長崎に敗れ1回戦敗退した。毛利栄佑とのセンターバックコンビで第91回全国高等学校サッカー選手権大会にも出場したが、1回戦で旭川実業高等学校に敗れた。

### 鹿島アントラーズ
高校卒業後に浦和レッズ、横浜F・マリノス、川崎フロンターレ、FC東京、名古屋グランパスなどのクラブから獲得オファーを受けた。最終的に「雰囲気がファミリーに近い」ということで同じ高校出身の豊川雄太とともに2013年、鹿島アントラーズに入団する。入団会見では自身をワニに喩え、ワニが獲物を水中に引きずりこんで仕留めるように得意な部分に持っていって相手を仕留めたい、と語った。2013年3月23日、ナビスコカップ第2節・FC東京戦でプロ初出場を果した。2014年3月1日、J1第1節ヴァンフォーレ甲府戦でJリーグ初出場を果たす。2015年4月16日、J1の1stステージ第6節・柏レイソル戦でプロ初得点を挙げた。シーズン終了後はサガン鳥栖やヴィッセル神戸からオファーを受けたが、断って鹿島に残留することを決めている。2016年はファン・ソッコとレギュラー争いをして、センターバックのポジションを争った。FIFAクラブワールドカップ2016では、昌子源とディフェンスラインを組み、堅い守備で決勝進出に貢献した。決勝のレアル・マドリード戦ではクリスティアーノ・ロナウドらとマッチアップをするも4失点を喫する。敗戦はしたものの、その守備力は海外メディアからも評価された。
2017年9月23日、第23節のガンバ大阪戦では終了間際にコーナーキックから得点を決めてリーグ戦5連勝に貢献した。

### サークル・ブルッヘ
2018年7月12日、ベルギー1部リーグのサークル・ブルッヘへの移籍合意が発表された。8月12日、第3節のスタンダール・リエージュ戦でスタメンデビューを飾った。4月6日、プレーオフ2・第3節のロイヤル・エクセル・ムスクロン戦で移籍後初得点を決めた。

### ニーム・オリンピック
2021年1月18日、リーグ・アンのニーム・オリンピックへのシーズン終了までのレンタル移籍が発表された。ニームはリーグ・ドゥに降格したものの、5月28日に完全移籍への移行が発表された。

### 鹿島アントラーズ復帰
2022-23シーズンは開幕からニームで1試合の出場に留まり、2022年11月30日に古巣の鹿島アントラーズへ完全移籍で復帰することが発表された。シーズン通して全34試合に出場し、2ゴールを記録。
2024年、鈴木優磨と共に副キャプテンに就任した。キャプテンの柴崎岳不在時にはキャプテンマークを巻くことが多かった。全38試合に先発出場し、3ゴールを記録した。

### 日本代表
2014年12月28日、怪我により出場辞退した内田篤人に代わり、2015年1月にオーストラリアで行われるAFCアジアカップ2015の日本代表メンバーに初選出された。しかし、大会を通して試合に出場することはなく、チームも準々決勝で敗れた。
2016年、AFC U-23選手権2016のメンバーに選出され、グループリーグ第1戦のU-23北朝鮮代表戦では決勝ゴールをあげた。7月1日、リオデジャネイロオリンピックの18人のメンバーに選出され、3試合全てフル出場するも、チームはグループリーグ敗退となった。
2017年12月12日、EAFF E-1フットボールチャンピオンシップ2017の中国戦で代表デビューを果たした。2018年6月、2018 FIFAワールドカップのメンバーに選出され、初のW杯メンバー入りを果たす。出場はなかったが、槙野智章や本田圭佑らといった経験豊富なベテラン選手と代表チームを盛り立てた。
2020年10月13日、オランダ・ユトレヒトで行われた国際親善試合のコートジボワール戦で、後半88分に室屋成と交代し3バックに変更。日本代表が最後の攻勢をかけると、アディショナルタイム1分にセットプレーから鹿島アントラーズ時代の元チームメイトである柴崎岳のクロスボールにヘディングで合わせ代表初得点を記録した。

## プレースタイル
186cmの長身と抜群の身体能力を誇るセンターバック。フィジカルと対人戦、空中戦の強さに自信を持ち「フィジカルなら海外の選手にも負ける気はしない」と自負している。豊川雄太は高校時代の植田について「こいつ（植田）が守備で負けたのを見たことがない。大学生でもプロでも吹っ飛ばしていた」と語る。また、50mを6.1秒で走る俊足も兼ね備えており、強さや高さだけでなく、速さも持ち合わせている。筋肉量や体脂肪率、LMI（筋肉指数）など全6項目で計る「体組成テスト」の数値ではU-22日本代表でトップであった。

## 人物
- 好きな選手にはカルレス・プジョルを挙げており「（闘争心の出し方も）大好きです。自分は試合中に血を流すというのが自分の目標でもあるので、本当に凄いと思う。（プジョルは）ビビらないので、そういう気持ちを大切にしていきたいです」と語っている[27]。2016年時点で顔面を69針縫っていると語った[28]。また格闘技選手ではエメリヤーエンコ・ヒョードルを尊敬している[29]。
- 2016年度に起きた熊本地震の際には熊本出身で地元に強い思いもあり、小笠原満男らとともにシーズン中にも関わらずボランティアを行った[30]。
- ももいろクローバーZのファン（モノノフ）[31]。
- 2017年に鹿島アントラーズ選手会の副会長に就任。かつての格闘技経験を買われ、罰金徴収係を任された[29]。
- サークル・ブルッヘでの植田についてベルギーメディアは「英語も話せず、社交的でもない。サークル・ブルッヘは必死に彼を助けようとしたが、植田直通は日本語の本を片隅に置いて引きこもることを好んだ。上田綺世も英語は話せず、常に翻訳機が必要だが、そのやり方が違う。彼は人脈を作ろうとしている。上田綺世の方がずっと社交的で、ときどき笑顔も見せる」と植田の自己開示性を分析した[32]。
- 2019年に一般女性と結婚した[33]。
- 2024年度のミス・インターナショナル日本代表となった家庭科教師の植田明依は実妹で[34]、大会のグランプリに選ばれた際には「兄の植田直通と共に日の丸を背負えることを大変誇りに思う」とコメントした[35]。
- 2025年2月6日、新日本プロレスカシマスポーツセンター大会にて内藤哲也と高橋ヒロムの入場時に謎の仮面男として緊急合体。プロレス好きとしても知られており、試合後、内藤、ヒロムとグータッチを決めて、憧れのリングに上がることが出来た[36]。

## 所属クラブ
ユース経歴
- 緑川少年スポーツクラブ
- 宇土市立住吉中学校
- 2010年 - 2012年 熊本県立大津高等学校

プロ経歴
- 2013年 - 2018年6月 鹿島アントラーズ
  - 2014年 - 2015年 Jリーグ・アンダー22選抜
- 2018年7月 - 2021年5月 サークル・ブルッヘ
  - 2021年1月 - 同年5月 ニーム・オリンピック（期限付き移籍）
- 2021年6月 - 2022年 ニーム・オリンピック
- 2023年 - 鹿島アントラーズ

## 個人成績
| 国内大会個人成績 | 国内大会個人成績   | 国内大会個人成績 | 国内大会個人成績 | 国内大会個人成績 | 国内大会個人成績 | 国内大会個人成績 | 国内大会個人成績 | 国内大会個人成績 | 国内大会個人成績 | 国内大会個人成績 | 国内大会個人成績 |
| 年度             | クラブ             | 背番号           | リーグ           | リーグ戦         | リーグ戦         | リーグ杯         | リーグ杯         | オープン杯       | オープン杯       | 期間通算         | 期間通算         |
| 年度             | クラブ             | 背番号           | リーグ           | 出場             | 得点             | 出場             | 得点             | 出場             | 得点             | 出場             | 得点             |
| 日本             | 日本               | 日本             | 日本             | リーグ戦         | リーグ戦         | リーグ杯         | リーグ杯         | 天皇杯           | 天皇杯           | 期間通算         | 期間通算         |
| ---------------- | ------------------ | ---------------- | ---------------- | ---------------- | ---------------- | ---------------- | ---------------- | ---------------- | ---------------- | ---------------- | ---------------- |
| 2012             | 熊本大津高         | 5                | -                | -                | -                | -                | -                | 1                | 0                | 1                | 0                |
| 2013             | 鹿島               | 23               | J1               | 0                | 0                | 2                | 0                | 1                | 0                | 3                | 0                |
| 2014             | 鹿島               | 23               | J1               | 20               | 0                | 3                | 0                | 1                | 0                | 24               | 0                |
| 2015             | 鹿島               | 23               | J1               | 12               | 1                | 0                | 0                | 2                | 0                | 14               | 1                |
| 2016             | 鹿島               | 23               | J1               | 21               | 0                | 2                | 0                | 4                | 0                | 27               | 0                |
| 2017             | 鹿島               | 5                | J1               | 29               | 3                | 0                | 0                | 2                | 0                | 31               | 3                |
| 2018             | 鹿島               | 5                | J1               | 14               | 0                | -                | -                | 0                | 0                | 14               | 0                |
| ベルギー         | ベルギー           | ベルギー         | ベルギー         | リーグ戦         | リーグ戦         | リーグ杯         | リーグ杯         | ベルギー杯       | ベルギー杯       | 期間通算         | 期間通算         |
| 2018-19          | サークル・ブルッヘ | 24               | ジュピラー       | 21               | 0                | -                | -                | 1                | 0                | 22               | 0                |
| 2019-20          | サークル・ブルッヘ | 5                | ジュピラー       | 19               | 0                | -                | -                | 1                | 0                | 20               | 0                |
| 2020-21          | サークル・ブルッヘ | 5                | ジュピラー       | 8                | 0                | -                | -                | -                | -                | 8                | 0                |
| フランス         | フランス           | フランス         | フランス         | リーグ戦         | リーグ戦         | F・リーグ杯      | F・リーグ杯      | フランス杯       | フランス杯       | 期間通算         | 期間通算         |
| 2020-21          | ニーム             | 27               | リーグ・アン     | 9                | 0                | -                | -                | 1                | 0                | 10               | 0                |
| 2021-22          | ニーム             | 5                | リーグ・ドゥ     | 28               | 0                | -                | -                | 3                | 0                | 31               | 0                |
| 2022-23          | ニーム             | 5                | リーグ・ドゥ     | 1                | 0                | -                | -                | 0                | 0                | 1                | 0                |
| 日本             | 日本               | 日本             | 日本             | リーグ戦         | リーグ戦         | リーグ杯         | リーグ杯         | 天皇杯           | 天皇杯           | 期間通算         | 期間通算         |
| 2023             | 鹿島               | 55               | J1               | 34               | 2                | 6                | 0                | 1                | 0                | 41               | 2                |
| 2024             | 鹿島               | 55               | J1               | 38               | 3                | 2                | 0                | 4                | 1                | 44               | 4                |
| 通算             | 日本               | 日本             | J1               | 168              | 9                | 15               | 0                | 15               | 1                | 198              | 10               |
| 通算             | 日本               | 日本             | 他               | -                | -                | -                | -                | 1                | 0                | 1                | 0                |
| 通算             | ベルギー           | ベルギー         | ジュピラー       | 48               | 0                | -                | -                | 2                | 0                | 50               | 0                |
| 通算             | フランス           | フランス         | リーグ・アン     | 9                | 0                | -                | -                | 1                | 0                | 10               | 0                |
| 通算             | フランス           | フランス         | リーグ・ドゥ     | 29               | 0                | -                | -                | 3                | 0                | 32               | 0                |
| 総通算           | 総通算             | 総通算           | 総通算           | 254              | 9                | 15               | 0                | 22               | 1                | 291              | 10               |

その他の公式戦
| 2014   | J-22   | -      | J3     | 2 | 0 | 2 | 0 |
| 2015   | J-22   | -      | J3     | 2 | 0 | 2 | 0 |
| 通算   | 日本   | 日本   | J3     | 4 | 0 | 4 | 0 |
| 総通算 | 総通算 | 総通算 | 総通算 | 4 | 0 | 4 | 0 |

- 2016年
  - Jリーグチャンピオンシップ 1試合0得点
- 2017年
  - FUJI XEROX SUPER CUP 1試合0得点
- 2019年
  - ベルギーリーグ・プレーオフ2 5試合1得点

| 国際大会個人成績 | 国際大会個人成績 | 国際大会個人成績 | 国際大会個人成績 | 国際大会個人成績 | FIFA      | FIFA      |
| 年度             | クラブ           | 背番号           | 出場             | 得点             | 出場      | 得点      |
| AFC              | AFC              | AFC              | ACL              | ACL              | クラブW杯 | クラブW杯 |
| ---------------- | ---------------- | ---------------- | ---------------- | ---------------- | --------- | --------- |
| 2015             | 鹿島             | 23               | 2                | 0                | -         | -         |
| 2016             | 鹿島             | 23               | -                | -                | 3         | 0         |
| 2017             | 鹿島             | 5                | 7                | 1                | -         | -         |
| 2018             | 鹿島             | 5                | 6                | 1                | -         | -         |
| 通算             | AFC              | AFC              | 15               | 2                | 3         | 0         |

出場歴
- 公式戦初出場 - 2013年3月23日 ナビスコカップ予選リーグ第2節・FC東京戦（茨城県立カシマサッカースタジアム）
- Jリーグ初出場 - 2014年3月1日 J1第1節・ヴァンフォーレ甲府戦（国立霞ヶ丘競技場陸上競技場）
- Jリーグ初得点 - 2015年4月16日 J1 1st第6節・柏レイソル戦（日立柏サッカー場）

## タイトル

### クラブ
鹿島アントラーズ
- スルガ銀行チャンピオンシップ：1回（2013年）
- ヤマザキナビスコカップ：1回（2015年）
- J1リーグ：1回（2016年）
- 天皇杯全日本サッカー選手権大会：1回（2016年）
- FUJI XEROX SUPER CUP：1回（2017年）

### 代表
U-19日本代表
- SBSカップ 国際ユースサッカー（2012年）

U-23日本代表
- AFC U-23選手権（2016年）

A代表
- EAFF E-1サッカー選手権（2025年）

### 個人
- Jリーグ・優秀選手賞：1回（2017年）
- TAG Heuer YOUNG GUNS AWARD・ベストイレブン：1回（2017年）
- JPFAアワード・鉄人賞：1回（2023年）

## 代表歴
- 国際Aマッチ初出場 - 2017年12月12日 EAFF E-1サッカー選手権2017・中国代表戦（味の素スタジアム）
- 国際Aマッチ初得点 - 2020年10月13日 国際親善試合・コートジボワール代表戦（スタディオン・ハルヘンワールト）

### 出場大会
- U-16日本代表
  - 2010年 AFC U-16選手権
  - 2010年 豊田国際ユースサッカー大会
- U-17日本代表
  - 2011年 FIFA U-17ワールドカップ
- U-19日本代表
  - 2012年 SBSカップ 国際ユースサッカー
  - 2012年 AFC U-19選手権
- U-20日本代表
  - 2013年 東アジア大会
- U-21日本代表
  - 2014年 AFC U-22アジアカップ
  - 2014年 アジア競技大会
- U-22日本代表
  - 2015年 AFC U-23選手権予選
- U-23日本代表
  - 2016年 AFC U-23選手権
  - 2016年 トゥーロン国際大会
  - 2016年 キリンチャレンジカップ
  - 2016年 リオデジャネイロオリンピック
- 日本代表
  - 2015年 AFCアジアカップ
  - 2016年 2018 FIFAワールドカップ・アジア3次予選
  - 2017年 EAFF E-1フットボールチャンピオンシップ2017
  - 2018年 2018 FIFAワールドカップ
  - 2019年 コパ・アメリカ2019
  - 2025年 EAFF E-1サッカー選手権2025

### 試合数
- 国際Aマッチ 18試合 1得点（2017年 - ）

| 日本代表 | 国際Aマッチ | 国際Aマッチ |
| 年       | 出場        | 得点        |
| -------- | ----------- | ----------- |
| 2017     | 2           | 0           |
| 2018     | 2           | 0           |
| 2019     | 7           | 0           |
| 2020     | 2           | 1           |
| 2021     | 3           | 0           |
| 2025     | 2           | 0           |
| 通算     | 18          | 1           |

### 出場
| No. | 開催日         | 開催都市         | スタジアム                           | 対戦国           | 結果  | 監督                       | 大会                                                             |
| --- | -------------- | ---------------- | ------------------------------------ | ---------------- | ----- | -------------------------- | ---------------------------------------------------------------- |
| 1.  | 2017年12月12日 | 調布             | 味の素スタジアム                     | 中国             | ○2-1  | ヴァイッド・ハリルホジッチ | EAFF E-1サッカー選手権2017                                       |
| 2.  | 2017年12月16日 | 調布             | 味の素スタジアム                     | 韓国             | ●1-4  | ヴァイッド・ハリルホジッチ | EAFF E-1サッカー選手権2017                                       |
| 3.  | 2018年3月27日  | リエージュ       | スタッド・モーリス・デュフラン       | ウクライナ       | ●1-2  | ヴァイッド・ハリルホジッチ | キリンチャレンジカップ2018 in EUROPE                             |
| 4.  | 2018年6月12日  | インスブルック   | ティヴォリ・シュターディオン         | パラグアイ       | ○4-2  | 西野朗                     | 国際親善試合                                                     |
| 5.  | 2019年6月17日  | サンパウロ       | エスタジオ・ド・モルンビー           | チリ             | ●0-4  | 森保一                     | コパ・アメリカ2019                                               |
| 6.  | 2019年6月20日  | ポルト・アレグレ | アレーナ・ド・グレミオ               | ウルグアイ       | △2-2  | 森保一                     | コパ・アメリカ2019                                               |
| 7.  | 2019年6月24日  | ベロオリゾンテ   | エスタジオ・ミネイロン               | エクアドル       | △1-1  | 森保一                     | コパ・アメリカ2019                                               |
| 8.  | 2019年9月5日   | 鹿嶋             | 茨城県立カシマサッカースタジアム     | パラグアイ       | ○2-0  | 森保一                     | キリンチャレンジカップ2019                                       |
| 9.  | 2019年10月15日 | ドゥシャンベ     | ドゥシャンベ・セントラル・スタジアム | タジキスタン     | ○3-0  | 森保一                     | 2022 FIFAワールドカップ・アジア2次予選兼 AFCアジアカップ2023予選 |
| 10. | 2019年11月14日 | ビシュケク       | ドレン・オムルザコフ・スタジアム     | キルギス         | ○2-0  | 森保一                     | 2022 FIFAワールドカップ・アジア2次予選兼 AFCアジアカップ2023予選 |
| 11. | 2019年11月19日 | 吹田             | パナソニックスタジアム吹田           | ベネズエラ       | ●1-4  | 森保一                     | キリンチャレンジカップ2019                                       |
| 12. | 2020年10月13日 | ユトレヒト       | スタディオン・ハルヘンワールト       | コートジボワール | ○1-0  | 森保一                     | 国際親善試合                                                     |
| 13. | 2020年11月13日 | グラーツ         | メルクール・アレーナ                 | パナマ           | ○1-0  | 森保一                     | 国際親善試合                                                     |
| 14. | 2021年5月28日  | 千葉             | フクダ電子アリーナ                   | ミャンマー       | ○10-0 | 森保一                     | 2022 FIFAワールドカップ・アジア2次予選兼AFCアジアカップ2023予選  |
| 15. | 2021年6月11日  | 神戸             | 御崎公園球技場                       | セルビア         | ○1-0  | 森保一                     | キリンチャレンジカップ2021                                       |
| 16. | 2021年9月2日   | 吹田             | 市立吹田サッカースタジアム           | オマーン         | ●0-1  | 森保一                     | 2022 FIFAワールドカップ・アジア3次予選                           |
| 17. | 2025年7月12日  | 龍仁             | 龍仁ミルスタジアム                   | 中国             | ◯2-0  | 森保一                     | EAFF E-1サッカー選手権2025                                       |
| 18. | 2025年7月15日  | 龍仁             | 龍仁ミルスタジアム                   | 韓国             | ◯1-0  | 森保一                     | EAFF E-1サッカー選手権2025                                       |

### ゴール
| #  | 開催年月日     | 開催地     | スタジアム                     | 対戦国           | 勝敗 | 試合概要     |
| -- | -------------- | ---------- | ------------------------------ | ---------------- | ---- | ------------ |
| 1. | 2020年10月13日 | ユトレヒト | スタディオン・ハルヘンワールト | コートジボワール | ○1-0 | 国際親善試合 |